# 국가지원지방도 제98호선
국가지원지방도 제98호선은 경기도 수원시 팔달구 동수원사거리를 기점 및 종점으로 경기도 일원을 순환하는 국가지원지방도이다. 현재 일부 구간이 완공되지 않았으며 연결이 끊어진 구간들도 다수 있다.

## 역사
국가지원지방도 제44호선 구간은 본래 1994년 국도 제44호선의 시점을 경기도 양평군에서 용인시로 연장하는 계획에 따라 포함되었던 구간으로 국도 제44호선으로 예정되어 있었으나 국가 재정 부족으로 국도로 지정되지 못하고 국가지원지방도 제44호선으로 지정되었다.
인천광역시 ~ 남양주시 구간의 경우 1996년 7월 19일부터 2001년 8월 25일까지는 국가지원지방도 제86호선이었고 또한 용인시 ~ 양평군 구간의 경우 1996년 7월 19일부터 2001년 8월 25일까지는 국가지원지방도 제44호선이었으나 2001년 8월 25일 국가지원지방도 노선 지정령의 전부 개정으로 인하여 국가지원지방도 제98호선이 지정되면서 국가지원지방도 제86호선의 구간이었던 인천광역시 ~ 남양주시 구간과 국가지원지방도 제44호선의 구간이었던 용인시 ~ 양평군 구간은 국가지원지방도 제98호선에 흡수 통합 되었다.
- 1996년 7월 19일 : 경기도 용인시 용인읍 ~ 경기도 양평군 양평읍 구간을 국가지원지방도 제44호 용인 ~ 양평선으로 지정[1]
- 2001년 8월 25일: 국가지원지방도 제98호 수도권 순환선 신설[2]
- 2006년 7월 24일 : 진접 ~ 대성간 도로 (남양주시 수동면 입석리 ~ 가평군 청평면 대성리) 2.37 km 구간 확장 개통[3]
- 2008년 1월 10일 : 일산대교 1.84 km 구간 개통[4]
- 2008년 5월 16일 : 송포 ~ 인천간 도로 (김포시 걸포동 ~ 운양동) 1.75 km 구간 개통[5]
- 2008년 12월 5일 : 광릉숲우회도로 (포천시 소흘읍 이동교리 ~ 내촌면 진목리) 7.87 km 구간 개통[6]
- 2009년 4월 20일 : 운수 ~ 대성간 도로 (남양주시 수동면 지둔리 ~ 송천리) 5.44 km 구간 개통[7]
- 2010년 8월 19일 : 남양주시 진접읍 연평리 ~ 오남읍 양지리 1.04 km 구간 임시 개통[8]
- 2012년 8월 24일 : 남양주시 진접읍 내곡리 ~ 연평리 1.2 km 구간 개통[9]
- 2013년 11월 8일 : 남양주시 오남읍 오남리 1.18 km 구간 개통[10]
- 2014년 3월 19일 : 김포시 운양동 나진 교차로 ~ 인천시계 1.63 km 구간 개통[11]
- 2016년 10월 26일 : 본오 ~ 오목천간 도로 2공구(안산시 상록구 본오동 ~ 화성시 매송면 어천리) 5.4 km 구간 개통[12]
- 2021년 2월 5일 : 실촌 ~ 만선간 도로(광주시 곤지암읍 열미리 ~ 오향리) 620m 구간 확장 개통[13]
- 2021년 6월 22일: 경기도 광주시 곤지암읍 읍내 관통 구간을 읍내 우회 노선으로 변경[14][15]
- 2024년 2월 29일 : 오남 ~ 수동간 도로(남양주시 오남읍 오남리 ~ 수동면 지둔리) 8.1km 구간 신설 개통[16]

## 주요 경유지
경기도
- 수원시 팔달구 인계동 - 영통구 (매탄동 - 원천동) - 용인시 기흥구 (영덕동 - 신갈동 - 구갈동 - 상하동) - 처인구 (삼가동 - 역북동 - 김량장동 - 마평동 - 고림동 - 양지면) - 광주시 (도척면 - 곤지암읍) - 여주시 산북면 - 양평군 (강상면 - 양평읍 - 옥천면 - 서종면) - 남양주시 화도읍 - 가평군 청평면 - 남양주시 (수동면 - 오남읍 - 진접읍) - 포천시 (내촌면 - 가산면 - 소흘읍) - 양주시 (만송동 - 광사동 - 마전동 - 남방동 - 유양동 - 백석읍) - 파주시 (광탄면 - 조리읍) - 고양시 일산동구 (설문동 - 성석동) - 일산서구 일산동 - 일산동구 중산동 - 일산서구 (일산동 - 대화동 - 법곳동) - 김포시 (걸포동 - 운양동 - 장기동 - 감정동)

인천광역시
- 서구 (대곡동 - 마전동 - 불로동 - 마전동 - 당하동 - 백석동 - 시천동 - 검암동 - 공촌동 - 연희동 - 심곡동 - 가정동 - 석남동 - 가좌동) - 동구 송림동 - 미추홀구 도화동 - 동구 (송림동 - 송현동 - 화수동 - 만석동) - 중구 (북성동1가 - 송월동2가 - 북성동2가 - 선린동 - 항동 - 사동 - 신생동 - 신흥동) - 미추홀구 (숭의동 - 용현동 - 학익동) - 연수구 (옥련동 - 동춘동) - 남동구 고잔동)

경기도
- 시흥시 (월곶동 - 정왕동) - 안산시 단원구 (성곡동 - 목내동 - 원시동 - 초지동) - 상록구 (사동 - 본오동) - 화성시 (매송면 - 봉담읍) - 수원시 권선구 (오목천동 - 고색동 - 평동) - 팔달구 (매산로1가 - 매산로2가 - 매산로3가 - 교동 - 중동 - 팔달로3가)

## 노선
순환하는 노선이기 때문에 기점 및 종점의 의미가 무색하나, 공고 상의 위치인 수원시 팔달구 지동 동수원사거리를 기준으로 삼는다.

### 경기도(수원시 ~북한강이남)
| 이름                                         | 접속 노선                                                             | 소재지                                            | 소재지                                                 | 비고                                             |
| -------------------------------------------- | --------------------------------------------------------------------- | ------------------------------------------------- | ------------------------------------------------------ | ------------------------------------------------ |
| 동수원사거리                                 | 국도 제1호선 국도 제43호선 (경수대로)                                 | 수원시                                            | 팔달구                                                 | 시점 국도 제42, 43호선과 중복                    |
| 인계안골사거리 (동수원병원)                  | 중부대로170번길                                                       | 수원시                                            | 팔달구                                                 | 국도 제42, 43호선과 중복                         |
| 우만사거리                                   | 권광로                                                                | 수원시                                            | 팔달구                                                 | 국도 제42, 43호선과 중복                         |
| 가산골삼거리                                 | 중부대로223번길                                                       | 수원시                                            | 팔달구                                                 | 국도 제42, 43호선과 중복                         |
| 방아다리삼거리                               | 중부대로246번길                                                       | 수원시                                            | 팔달구                                                 | 국도 제42, 43호선과 중복                         |
| 아주대삼거리 (아주대시외버스정류장)          | 아주로                                                                | 수원시                                            | 영통구                                                 | 국도 제42, 43호선과 중복                         |
| 주막거리사거리                               | 매여울로 중부대로271번길                                              | 수원시                                            | 영통구                                                 | 국도 제42, 43호선과 중복                         |
| 법원사거리 수원지방법원                      | 동수원로                                                              | 수원시                                            | 영통구                                                 | 국도 제42, 43호선과 중복                         |
| 관터사거리 (원천동주민센터)                  | 매봉로 중부대로345번길                                                | 수원시                                            | 영통구                                                 | 국도 제42, 43호선과 중복                         |
| 원천교삼거리                                 | 동탄원천로                                                            | 수원시                                            | 영통구                                                 | 국도 제42, 43호선과 중복                         |
| 나촌말삼거리                                 | 중부대로448번길                                                       | 수원시                                            | 영통구                                                 | 국도 제42, 43호선과 중복                         |
| 삼성전자삼거리                               | 흥덕1로                                                               | 수원시                                            | 영통구                                                 | 국도 제42, 43호선과 중복                         |
| 삼성삼거리                                   | 삼성로                                                                | 수원시                                            | 영통구                                                 | 국도 제42, 43호선과 중복                         |
| 영통고가사거리 (영통입구시외버스정류장)      | 국도 제43호선 (봉영로) 흥덕3로                                        | 수원시                                            | 영통구                                                 | 국도 제42, 43호선과 중복 흥덕 나들목과 간접 연결 |
| 흥덕입체교차로                               | 흥덕4로                                                               | 용인시                                            | 기흥구                                                 | 국도 제42호선과 중복                             |
| 영덕 교차로                                  | 국도 제42호선 (신중부대로)                                            | 용인시                                            | 기흥구                                                 | 국도 제42호선과 중복                             |
| 경희대입구삼거리 (신갈영덕시외버스정류장)    | 덕영대로                                                              | 용인시                                            | 기흥구                                                 |                                                  |
| 수원신갈 나들목 (수원신갈TG삼거리)           | 1호선 경부고속도로 신수로                                             | 용인시                                            | 기흥구                                                 |                                                  |
| 신갈버스정류장삼거리                         | 신정로                                                                | 용인시                                            | 기흥구                                                 |                                                  |
| 신갈오거리                                   | 국가지원지방도 제23호선 (신갈로) 신갈로57번길 신갈로58번길            | 용인시                                            | 기흥구                                                 |                                                  |
| 상갈파출소사거리                             | 상갈로 신구로                                                         | 용인시                                            | 기흥구                                                 |                                                  |
| 녹십자사거리                                 | 구갈로 기흥역로                                                       | 용인시                                            | 기흥구                                                 |                                                  |
| 기흥역사거리                                 | 기흥로                                                                | 용인시                                            | 기흥구                                                 |                                                  |
| 수원CC사거리                                 | 기흥역로                                                              | 용인시                                            | 기흥구                                                 |                                                  |
| 강남대삼거리 (강남대역) (강남대지하차도)     | 강남로                                                                | 용인시                                            | 기흥구                                                 |                                                  |
| 어정사거리 (어정 교차로)                     | 국도 제42호선 (신중부대로) 어정로                                     | 용인시                                            | 기흥구                                                 |                                                  |
| 구갈교 고인돌마을사거리                      |                                                                       | 용인시                                            | 기흥구                                                 |                                                  |
| 하나로마트사거리                             | 중부대로681번길 중부대로684번길                                       | 용인시                                            | 기흥구                                                 |                                                  |
| 아주냉장삼거리 대우아파트삼거리              |                                                                       | 용인시                                            | 기흥구                                                 |                                                  |
| 진흥아파트입구사거리                         | 중부대로746번길 중부대로747번길                                       | 용인시                                            | 기흥구                                                 |                                                  |
| 수원동(취락마을)삼거리                       | 중부대로773번길                                                       | 용인시                                            | 기흥구                                                 |                                                  |
| 쌍용아파트입구삼거리                         | 중부대로788번길                                                       | 용인시                                            | 기흥구                                                 |                                                  |
| 상하동인정프린스A사거리                      | 중부대로819번길                                                       | 용인시                                            | 기흥구                                                 |                                                  |
| 상하교                                       | 지방도 제315호선 (사은로)                                             | 용인시                                            | 기흥구                                                 |                                                  |
| 오뚜기식품삼거리                             | 중부대로874번길                                                       | 용인시                                            | 기흥구                                                 |                                                  |
| 용인정신병원삼거리                           |                                                                       | 용인시                                            | 기흥구                                                 |                                                  |
| 궁촌 교차로 (서용인 나들목)                  | 400호선 수도권제2순환고속도로 국도 제42호선 (신중부대로) 동백죽전대로 | 용인시                                            | 처인구                                                 |                                                  |
| 삼가삼거리                                   | 삼가로                                                                | 용인시                                            | 처인구                                                 |                                                  |
| 삼가역삼거리                                 | 지삼로                                                                | 용인시                                            | 처인구                                                 |                                                  |
| 우남아파트입구삼거리                         | 금학로                                                                | 용인시                                            | 처인구                                                 |                                                  |
| 행정타운입구사거리                           | 금학로 중부대로1158번길 중부대로1161번길                              | 용인시                                            | 처인구                                                 |                                                  |
| 용인시청삼거리 (용인시청) (시청·용인대역)    |                                                                       | 용인시                                            | 처인구                                                 |                                                  |
| 용인대입구삼거리                             | 지방도 제321호선 (용인대학로)                                         | 용인시                                            | 처인구                                                 | 지방도 제321호선과 중복                          |
| 등기소앞사거리                               | 지방도 제321호선 (성산로) 중부대로1262번길                            | 용인시                                            | 처인구                                                 | 지방도 제321호선과 중복                          |
| 명지대입구사거리                             | 명지로 중부대로1299번길                                               | 용인시                                            | 처인구                                                 |                                                  |
| 역북초교삼거리                               | 명지로                                                                | 용인시                                            | 처인구                                                 |                                                  |
| 삼환아파트삼거리                             |                                                                       | 용인시                                            | 처인구                                                 |                                                  |
| 통일공원삼거리                               | 금령로                                                                | 용인시                                            | 처인구                                                 |                                                  |
| 문예회관입구삼거리                           | 중부대로1392번길                                                      | 용인시                                            | 처인구                                                 |                                                  |
| 처인구청후문사거리                           | 중부대로1424번길 금령로56번길                                         | 용인시                                            | 처인구                                                 |                                                  |
| 터미널사거리 (용인공용버스터미널) (용인육교) | 국도 제45호선 (백옥대로)                                              | 용인시                                            | 처인구                                                 |                                                  |
| 용인교                                       |                                                                       | 용인시                                            | 처인구                                                 |                                                  |
| 동부사거리                                   | 국가지원지방도 제57호선 (동부로) 중부대로                             | 용인시                                            | 처인구                                                 |                                                  |
| 제일교회사거리                               | 금령로                                                                | 용인시                                            | 처인구                                                 |                                                  |
| 실내체육관사거리                             | 금학로                                                                | 용인시                                            | 처인구                                                 |                                                  |
| 산골말입구사거리                             | 한터로 경안천로256번길                                                | 용인시                                            | 처인구                                                 |                                                  |
| 서산식당앞 교차로                            | 고림로212번길                                                         | 용인시                                            | 처인구                                                 |                                                  |
| 고림초등학교삼거리                           | 한터로152번길                                                         | 용인시                                            | 처인구                                                 |                                                  |
| 용샘주유소앞 고림교                          |                                                                       | 용인시                                            | 처인구                                                 |                                                  |
| 대웅전기산업입구                             | 경안천로256번길                                                       | 용인시                                            | 처인구                                                 |                                                  |
| 코아루아파트입구삼거리                       | 한터로275번길                                                         | 용인시                                            | 처인구 양지면                                          |                                                  |
| 음달안교                                     |                                                                       | 용인시                                            | 처인구 양지면                                          |                                                  |
| 한터초등학교삼거리                           | 한터로571번길                                                         | 용인시                                            | 처인구 양지면                                          |                                                  |
| 아시아나CC삼거리 정수고개                    | 양대로                                                                | 용인시                                            | 처인구 양지면                                          |                                                  |
| 추곡교 유정교                                |                                                                       | 광주시                                            | 도척면                                                 |                                                  |
| 도척 나들목 (도척 교차로)                    | 400호선 수도권제2순환고속도로                                         | 광주시                                            | 도척면                                                 |                                                  |
| 도척파출소앞                                 | 지방도 제325호선 (마도로)                                             | 광주시                                            | 도척면                                                 | 지방도 제325호선과 중복                          |
| 노곡교 갈고개                                |                                                                       | 광주시                                            | 도척면                                                 | 지방도 제325호선과 중복                          |
| 진우삼거리                                   | 저수지길                                                              | 광주시                                            | 도척면                                                 | 지방도 제325호선과 중복                          |
| (이름 없음)                                  | 지방도 제337호선 (국사봉로)                                           | 광주시                                            | 도척면                                                 | 지방도 제325호선과 중복                          |
| (곤재교 남단)                                | 곤지암로                                                              | 광주시                                            | 곤지암읍                                               | 지방도 제325호선과 중복                          |
| (곤지암제2교)                                | 도척윗로                                                              | 광주시                                            | 곤지암읍                                               | 지방도 제325호선과 중복                          |
| (곤지암2교 남단)                             | 지방도 제325호선 (경충대로) 곤지암로                                  | 광주시                                            | 곤지암읍                                               | 지방도 제325호선과 중복                          |
| 곤지암2교                                    |                                                                       | 광주시                                            | 곤지암읍                                               |                                                  |
| (이름 없음)                                  | 신대길                                                                | 광주시                                            | 곤지암읍                                               |                                                  |
| 곤지암역                                     | 광여로                                                                | 광주시                                            | 곤지암읍                                               |                                                  |
| 곤지암읍 행정복지센터 열미교                 |                                                                       | 광주시                                            | 곤지암읍                                               |                                                  |
| 열미 교차로                                  | 열미길                                                                | 광주시                                            | 곤지암읍                                               |                                                  |
| 열미 교차로                                  | 국도 제3호선 (성남이천로)                                             | 광주시                                            | 곤지암읍                                               |                                                  |
| 오향교                                       |                                                                       | 광주시                                            | 곤지암읍                                               |                                                  |
| 동곤지암 나들목                              | 52호선 광주원주고속도로                                               | 광주시                                            | 곤지암읍                                               |                                                  |
| 건업교                                       |                                                                       | 광주시                                            | 곤지암읍                                               |                                                  |
| 남이고개                                     |                                                                       | 광주시                                            | 곤지암읍                                               |                                                  |
| 여주시                                       | 산북면                                                                |                                                   |                                                        |                                                  |
| 여주시                                       | 산북면                                                                | (이름 없음)                                       | 상품로                                                 |                                                  |
| 여주시                                       | 산북면                                                                | 상품 교차로                                       | 지방도 제333호선 (주어로) (금품1로)                    |                                                  |
| 여주시                                       | 산북면                                                                | 대하품교 하품교 백자교                            |                                                        |                                                  |
| 여주시                                       | 산북면                                                                | 희망교                                            |                                                        |                                                  |
| 양평군                                       | 강상면                                                                |                                                   |                                                        |                                                  |
| 양평군                                       | 강상면                                                                | 대석교                                            |                                                        |                                                  |
| 양평군                                       | 강상면                                                                | (이름 없음)                                       | 국가지원지방도 제88호선 (세월길)                       | 국가지원지방도 제88호선과 중복                   |
| 양평군                                       | 강상면                                                                | 세월교 사실고개                                   |                                                        | 국가지원지방도 제88호선과 중복                   |
| 양평군                                       | 강상면                                                                | (화양2리)                                         | 지방도 제342호선 (강상로)                              | 국가지원지방도 제88호선과 중복                   |
| 양평군                                       | 강상면                                                                | 매봉재고개 한가틀고개                             |                                                        | 국가지원지방도 제88호선과 중복                   |
| 양평군                                       | 강상면                                                                | 강상면사무소입구                                  | 신화길                                                 | 국가지원지방도 제88호선과 중복                   |
| 양평군                                       | 강상면                                                                | 양근파출소                                        | 국가지원지방도 제88호선 (강남로)                       | 국가지원지방도 제88호선과 중복                   |
| 양평군                                       | 강상면                                                                | 양평대교                                          |                                                        |                                                  |
| 양평군                                       | 양평읍                                                                |                                                   |                                                        |                                                  |
| 양평군                                       | 양근삼거리                                                            | 양근로                                            |                                                        |                                                  |
| 양평군                                       | 양평사거리                                                            | 시민로 한빛길                                     |                                                        |                                                  |
| 양평군                                       | 양평군청사거리                                                        | 군청앞길 역전길                                   |                                                        |                                                  |
| 양평군                                       | 양평초등학교                                                          |                                                   |                                                        |                                                  |
| 양평군                                       | (이름 없음)                                                           | 양근강변길                                        |                                                        |                                                  |
| 양평군                                       | 양근리사거리                                                          | 양근로 양근대교길                                 |                                                        |                                                  |
| 양평군                                       | 양평군민회관 양평실내체육관 양평군보건소                              |                                                   |                                                        |                                                  |
| 양평군                                       | 관문삼거리                                                            | 중앙로                                            |                                                        |                                                  |
| 양평군                                       | 상평 교차로                                                           | 국도 제6호선 국도 제37호선 국도 제44호선 (경강로) | 국도 제37호선과 중복                                   |                                                  |
| 양평군                                       | 신애삼거리                                                            | 애곡길                                            | 국도 제37호선과 중복                                   |                                                  |
| 양평군                                       | 백현사거리                                                            | 고읍로 용천로                                     | 국도 제37호선과 중복                                   | 옥천면                                           |
| 양평군                                       | 동촌삼거리                                                            | 신복길                                            | 국도 제37호선과 중복                                   | 옥천면                                           |
| 양평군                                       | 복동삼거리                                                            | 신촌길                                            | 국도 제37호선과 중복                                   | 옥천면                                           |
| 양평군                                       | 중미산삼거리                                                          | 지방도 제352호선 (중미산로)                       | 국도 제37호선과 중복                                   | 옥천면                                           |
| 양평군                                       | 신복리                                                                |                                                   | 미개통 구간                                            | 옥천면                                           |
| 양평군                                       | 정배리                                                                |                                                   | 미개통 구간                                            | 서종면                                           |
| 양평군                                       | 명달리                                                                |                                                   | 미개통 구간                                            | 서종면                                           |
| 양평군                                       | 노문리                                                                |                                                   | 미개통 구간                                            | 서종면                                           |
| 양평군                                       | 수입리                                                                |                                                   | 미개통 구간                                            | 서종면                                           |
| 양평군                                       | 노문삼거리                                                            | 국가지원지방도 제86호선 (다락재로)                | 국가지원지방도 제86호선과 중복                         | 서종면                                           |
| 양평군                                       | (수입교 북단)                                                         | 지방도 제391호선 (북한강로)                       | 국가지원지방도 제86호선과 중복 지방도 제391호선과 중복 | 서종면                                           |
| 양평군                                       | 수입교 바치울교                                                       |                                                   | 국가지원지방도 제86호선과 중복 지방도 제391호선과 중복 | 서종면                                           |
| 양평군                                       | 서종 나들목 (서종IC 교차로)                                           | 60호선 서울양양고속도로                           | 국가지원지방도 제86호선과 중복 지방도 제391호선과 중복 | 서종면                                           |
| 양평군                                       | 문호리                                                                | 지방도 제391호선 (북한강로)                       | 국가지원지방도 제86호선과 중복 지방도 제391호선과 중복 | 서종면                                           |
| 양평군                                       | (교량)                                                                |                                                   | 미개통 국가지원지방도 제86호선과 중복                  | 서종면                                           |

### 경기도(북한강이북 ~김포시)
| 이름                                               | 접속 노선                                                 | 소재지                                            | 소재지                                                            | 비고                                                   |
| -------------------------------------------------- | --------------------------------------------------------- | ------------------------------------------------- | ----------------------------------------------------------------- | ------------------------------------------------------ |
| (교량)                                             |                                                           | 남양주시                                          | 화도읍                                                            | 미개통 국가지원지방도 제86호선과 중복                  |
| 제1금남교 북단                                     | 국도 제45호선 (북한강로) 국가지원지방도 제86호선 (폭포로) | 남양주시                                          | 화도읍                                                            | 국도 제45호선과 중복 국가지원지방도 제86호선과 중복    |
| 금남초등학교 양주CC입구                            |                                                           | 남양주시                                          | 화도읍                                                            | 국도 제45호선과 중복                                   |
| 금남 교차로                                        | 북한강로                                                  | 남양주시                                          | 화도읍                                                            | 국도 제45호선과 중복                                   |
| 금남 나들목                                        | 국도 제46호선 (신경춘로)                                  | 남양주시                                          | 화도읍                                                            | 국도 제45, 46호선과 중복                               |
| 샛터 교차로                                        | 경춘로                                                    | 남양주시                                          | 화도읍                                                            | 국도 제45, 46호선과 중복                               |
| 구운교                                             |                                                           | 남양주시                                          | 화도읍                                                            | 국도 제45, 46호선과 중복                               |
| 가평군                                             | 청평면                                                    |                                                   |                                                                   | 국도 제45, 46호선과 중복                               |
| 가평군                                             | 청평면                                                    | 대성3리삼거리                                     | 은행나무길                                                        | 국도 제45, 46호선과 중복                               |
| 가평군                                             | 청평면                                                    | 대성초등학교                                      |                                                                   | 국도 제45, 46호선과 중복                               |
| 가평군                                             | 청평면                                                    | 대성리역 (대성리 교차로)                          |                                                                   | 국도 제45, 46호선과 중복                               |
| 가평군                                             | 청평면                                                    | 관터마을입구                                      | 관터길                                                            | 국도 제45, 46호선과 중복                               |
| 가평군                                             | 청평면                                                    | 대성 교차로                                       | 국도 제45호선 국도 제46호선 (남가로)                              | 국도 제45, 46호선과 중복                               |
| 가평군                                             | 청평면                                                    | 대성터널 (대성현)                                 |                                                                   | 연장 500m                                              |
| 신촌교                                             |                                                           | 남양주시                                          | 수동면                                                            |                                                        |
| 운수 교차로                                        | 지방도 제387호선 (비룡로)                                 | 남양주시                                          | 수동면                                                            |                                                        |
| 수동 나들목                                        | 400호선 수도권제2순환고속도로                             | 남양주시                                          | 수동면                                                            |                                                        |
| 운수1교 운수교                                     |                                                           | 남양주시                                          | 수동면                                                            |                                                        |
| 지둔 교차로                                        | 지둔로                                                    | 남양주시                                          | 수동면                                                            |                                                        |
| (교량 명칭 미상)                                   |                                                           | 남양주시                                          | 수동면                                                            |                                                        |
| 수동터널                                           |                                                           | 남양주시                                          | 수동면                                                            |                                                        |
|                                                    | 오남읍                                                    | 남양주시                                          |                                                                   |                                                        |
| (교량 명칭 미상)                                   |                                                           | 남양주시                                          |                                                                   |                                                        |
| (교량 명칭 미상)                                   |                                                           | 남양주시                                          |                                                                   |                                                        |
| (교량 명칭 미상)                                   |                                                           | 남양주시                                          |                                                                   |                                                        |
| 오남터널                                           |                                                           | 남양주시                                          |                                                                   |                                                        |
| 오남 교차로                                        | 지방도 제383호선 (진건오남로)                             | 남양주시                                          | 지방도 제383호선과 중복                                           |                                                        |
| 양지 교차로                                        | 양지로 지방도 제383호선                                   | 남양주시                                          | 지방도 제383호선과 중복                                           |                                                        |
| (생태터널)                                         |                                                           | 남양주시                                          |                                                                   |                                                        |
| 진접읍                                             |                                                           | 남양주시                                          |                                                                   |                                                        |
| 동연평 교차로                                      | 국가지원지방도 제86호선 (양진로)                          | 남양주시                                          |                                                                   |                                                        |
| 연평IC 교차로                                      | 국도 제47호선 (퇴계원 ~ 진접간 도로)                      | 남양주시                                          |                                                                   |                                                        |
| 내곡대교                                           |                                                           | 남양주시                                          |                                                                   |                                                        |
| 내곡 교차로                                        | 금강로 덕내로                                             | 남양주시                                          |                                                                   |                                                        |
| 밤섬유원지                                         |                                                           | 남양주시                                          |                                                                   |                                                        |
| 내각리입구                                         | 내각1로                                                   | 남양주시                                          |                                                                   |                                                        |
| 내각교                                             |                                                           | 남양주시                                          |                                                                   |                                                        |
| 내각사거리                                         | 금강로1190번길                                            | 남양주시                                          |                                                                   |                                                        |
| 장현리입구                                         | 장현로                                                    | 남양주시                                          |                                                                   |                                                        |
| 장현사거리                                         | 국가지원지방도 제86호선 (진건오남로) 봉현로               | 남양주시                                          |                                                                   |                                                        |
| 봉현교                                             |                                                           | 남양주시                                          |                                                                   |                                                        |
| 금곡리 교차로                                      | 해밀예당3로                                               | 남양주시                                          |                                                                   |                                                        |
| 진접읍 행정복지센터 앞                             |                                                           | 남양주시                                          |                                                                   |                                                        |
| 장현시외버스정류장                                 |                                                           | 남양주시                                          |                                                                   |                                                        |
| 장승 교차로                                        | 금강로1573번길 금강로1576번길                             | 남양주시                                          |                                                                   |                                                        |
| 진접중학교                                         |                                                           | 남양주시                                          |                                                                   |                                                        |
| 부평1육교                                          | 부평로 광릉수목원로                                       | 남양주시                                          |                                                                   |                                                        |
| 부평2육교 부평IC교                                 |                                                           | 남양주시                                          |                                                                   |                                                        |
| 부평육교                                           | 부마로                                                    | 남양주시                                          |                                                                   |                                                        |
| 부평2교                                            |                                                           | 남양주시                                          |                                                                   |                                                        |
| 철마 교차로                                        | 광릉내로 진벌로                                           | 남양주시                                          |                                                                   |                                                        |
| 팔야리입구                                         | 금강로1845번길                                            | 남양주시                                          |                                                                   |                                                        |
| 팔야 교차로                                        | 국도 제47호선 (진접 ~ 내촌간 도로)                        | 남양주시                                          | 국도 제47호선과 중복                                              |                                                        |
| 원팔야교                                           |                                                           | 남양주시                                          | 국도 제47호선과 중복                                              |                                                        |
| 매봉 교차로                                        | 금강로2018번길                                            | 포천시                                            | 국도 제47호선과 중복                                              | 내촌면                                                 |
| 광릉 교차로                                        | 매봉길                                                    | 포천시                                            | 국도 제47호선과 중복                                              | 내촌면                                                 |
| 내촌 나들목                                        | 400호선 수도권제2순환고속도로                             | 포천시                                            | 국도 제47호선과 중복                                              | 내촌면                                                 |
| 내촌중 교차로                                      | 내촌로                                                    | 포천시                                            | 국도 제47호선과 중복                                              | 내촌면                                                 |
| 내촌IC 교차로                                      | 국도 제47호선 지방도 제364호선 (금강로)                   | 포천시                                            | 국도 제47호선과 중복 국도 제87호선과 중복 지방도 제364호선과 중복 | 내촌면                                                 |
| 고장촌삼거리                                       | 내진로                                                    | 포천시                                            | 국도 제87호선과 중복 지방도 제364호선과 중복                      | 내촌면                                                 |
| 신내촌교 진목교                                    |                                                           | 포천시                                            | 국도 제87호선과 중복 지방도 제364호선과 중복                      | 내촌면                                                 |
| 진목사거리                                         | 국도 제87호선 지방도 제364호선 (포천로) 내진로            | 포천시                                            | 국도 제87호선과 중복 지방도 제364호선과 중복                      | 내촌면                                                 |
| 죽엽산터널                                         |                                                           | 포천시                                            | 연장 640m                                                         | 내촌면                                                 |
| 죽엽산터널                                         | 가산면                                                    | 포천시                                            | 연장 640m                                                         |                                                        |
| 신금현사거리                                       | 정금로256번길                                             | 포천시                                            |                                                                   |                                                        |
| 한성교                                             |                                                           | 포천시                                            | 소흘읍                                                            |                                                        |
| 고모1리사거리                                      | 한성2길                                                   | 포천시                                            | 소흘읍                                                            |                                                        |
| 고모 교차로                                        | 죽엽산로                                                  | 포천시                                            | 소흘읍                                                            |                                                        |
| 기도원앞 교차로                                    | 죽엽산로196번길                                           | 포천시                                            | 소흘읍                                                            |                                                        |
| 초가팔리마을앞                                     | 응골길                                                    | 포천시                                            | 소흘읍                                                            |                                                        |
| 무동1리마을앞                                      |                                                           | 포천시                                            | 소흘읍                                                            |                                                        |
| 무봉사거리                                         | 소흘로                                                    | 포천시                                            | 소흘읍                                                            |                                                        |
| 이동교리교                                         |                                                           | 포천시                                            | 소흘읍                                                            |                                                        |
| 부인터사거리                                       | 국도 제43호선 (호국로) 지방도 제360호선 (부흥로)          | 포천시                                            | 소흘읍                                                            | 국도 제43호선과 중복                                   |
| 부인터입구 교차로                                  | 호국로323번길                                             | 포천시                                            | 소흘읍                                                            | 국도 제43호선과 중복                                   |
| 무봉리마을입구                                     | 거친봉이길                                                | 포천시                                            | 소흘읍                                                            | 국도 제43호선과 중복                                   |
| 소흘 나들목                                        | 29호선 세종포천고속도로                                   | 포천시                                            | 소흘읍                                                            | 국도 제43호선과 중복                                   |
| 수내동입구                                         | 호국로171번길                                             | 포천시                                            | 소흘읍                                                            | 국도 제43호선과 중복                                   |
| 축석초교입구                                       | 무란길                                                    | 포천시                                            | 소흘읍                                                            | 국도 제43호선과 중복                                   |
| 축석 교차로                                        | 광릉수목원로 민락로                                       | 포천시                                            | 소흘읍                                                            | 국도 제43호선과 중복                                   |
| 백석이고개                                         |                                                           | 포천시                                            | 소흘읍                                                            | 미개통                                                 |
| 백석이고개                                         | 양주시                                                    | 양주동                                            |                                                                   | 미개통                                                 |
| 중말 교차로                                        | 양주시                                                    | 양주동                                            | (도로명 미정)                                                     |                                                        |
| 광사 교차로                                        | 양주시                                                    | 양주동                                            | 국도 제3호선(신평화로)                                            |                                                        |
| 원학 교차로                                        | 양주시                                                    | 양주동                                            | 지방도 제360호선 (부흥로)                                         | 지방도 제360호선과 중복                                |
| 양짓말 교차로 응달말 교차로                        | 양주시                                                    | 양주동                                            |                                                                   | 지방도 제360호선과 중복                                |
| 마전 교차로                                        | 양주시                                                    | 양주동                                            | 부흥로 마전로                                                     | 지방도 제360호선과 중복                                |
| 장춘 교차로                                        | 양주시                                                    | 양주동                                            | 동일로                                                            | 지방도 제360호선과 중복                                |
| (마전2교앞)                                        | 양주시                                                    | 양주동                                            | 부흥로                                                            | 지방도 제360호선과 중복                                |
| 양주교                                             | 양주시                                                    | 양주동                                            |                                                                   | 지방도 제360호선과 중복                                |
| 양주시청사거리                                     | 양주시                                                    | 양주동                                            | 평화로                                                            | 지방도 제360호선과 중복                                |
| 양주시청                                           | 양주시                                                    | 양주동                                            |                                                                   | 지방도 제360호선과 중복                                |
| 막은골삼거리                                       | 양주시                                                    | 양주동                                            | 외미로                                                            | 지방도 제360호선과 중복                                |
| 양주향교입구삼거리                                 | 양주시                                                    | 양주동                                            | 부흥로1422번길                                                    | 지방도 제360호선과 중복                                |
| 유양삼거리                                         | 양주시                                                    | 양주동                                            | 부흥로1398번길                                                    | 지방도 제360호선과 중복                                |
| 양주별산대놀이마당 유양초등학교                    | 양주시                                                    | 양주동                                            |                                                                   | 지방도 제360호선과 중복                                |
| 불곡산입구 교차로                                  | 양주시                                                    | 양주동                                            | 백화암길                                                          | 지방도 제360호선과 중복                                |
| 오산삼거리                                         | 양주시                                                    | 양주동                                            | 지방도 제360호선 (부흥로)                                         | 지방도 제360호선과 중복                                |
| 방아교                                             | 양주시                                                    |                                                   | 백석읍                                                            |                                                        |
| 복지삼거리                                         | 양주시                                                    | 호명로                                            | 백석읍                                                            |                                                        |
| 큰오미삼거리                                       | 양주시                                                    | 고릉말로                                          | 백석읍                                                            |                                                        |
| 오산사거리                                         | 양주시                                                    | 꿈나무로                                          | 백석읍                                                            |                                                        |
| 단촌삼거리                                         | 양주시                                                    | 국가지원지방도 제39호선 지방도 제371호선 (권율로) | 백석읍                                                            | 국가지원지방도 제39호선과 중복 지방도 제371호선과 중복 |
| 홍죽 교차로                                        | 양주시                                                    | 연곡로                                            | 백석읍                                                            | 국가지원지방도 제39호선과 중복 지방도 제371호선과 중복 |
| 홍죽삼거리                                         | 양주시                                                    | 양주산성로                                        | 백석읍                                                            | 국가지원지방도 제39호선과 중복 지방도 제371호선과 중복 |
| 소사고개                                           | 양주시                                                    |                                                   | 백석읍                                                            | 국가지원지방도 제39호선과 중복 지방도 제371호선과 중복 |
| (기산저수지)                                       | 양주시                                                    | 국가지원지방도 제39호선 지방도 제371호선 (권율로) | 백석읍                                                            | 국가지원지방도 제39호선과 중복 지방도 제371호선과 중복 |
| 안고령1교                                          | 양주시                                                    |                                                   | 백석읍                                                            |                                                        |
| 중산교 반디캠프 영장2교                            |                                                           | 파주시                                            | 광탄면                                                            |                                                        |
| (이름 없음)                                        | 지방도 제367호선 (쇠장이길)                               | 파주시                                            | 광탄면                                                            | 지방도 제367호선과 중복                                |
| 영장삼거리                                         | 지방도 제367호선 (보광로)                                 | 파주시                                            | 광탄면                                                            | 지방도 제367호선과 중복                                |
| 미개통 구간                                        |                                                           |                                                   |                                                                   |                                                        |
| 용미리                                             | 국가지원지방도 제78호선 (혜음로)                          | 파주시                                            | 광탄면                                                            | 국가지원지방도 제78호선과 중복                         |
| (이름 없음)                                        | 국가지원지방도 제78호선 (혜음로)                          | 파주시                                            | 광탄면                                                            | 국가지원지방도 제78호선과 중복                         |
| 서현공원                                           |                                                           | 파주시                                            | 광탄면                                                            |                                                        |
| 백마교                                             |                                                           | 파주시                                            | 광탄면                                                            |                                                        |
| 조리읍                                             |                                                           | 파주시                                            |                                                                   |                                                        |
| 장곡검문소 교차로                                  | 국도 제1호선 (통일로)                                     | 파주시                                            | 국도 제1호선과 중복                                               |                                                        |
| 팔봉1교                                            |                                                           | 파주시                                            | 국도 제1호선과 중복                                               |                                                        |
| 봉일천입구                                         | 봉천로 소곡로                                             | 파주시                                            | 국도 제1호선과 중복                                               |                                                        |
| (이름 없음)                                        | 국도 제1호선 지방도 제363호선 (통일로) 두루봉로           | 파주시                                            | 국도 제1호선과 중복 지방도 제363호선과 중복                       |                                                        |
| 봉일천교앞 (봉일천교)                              | 능안로 송비말길                                           | 파주시                                            | 지방도 제363호선과 중복                                           |                                                        |
| 대원사거리                                         | 대원로                                                    | 파주시                                            | 지방도 제363호선과 중복                                           |                                                        |
| 설문교                                             |                                                           | 파주시                                            | 지방도 제363호선과 중복                                           |                                                        |
|                                                    | 고양시                                                    | 일산동구                                          | 지방도 제363호선과 중복                                           |                                                        |
| 북고양(설문) 나들목                                | 고양시                                                    | 일산동구                                          | 지방도 제363호선과 중복                                           | 17호선 평택파주고속도로 책향기로                       |
| 성석삼거리                                         | 고양시                                                    | 일산동구                                          | 지방도 제363호선과 중복                                           | 지방도 제363호선 (성현로)                              |
| 고봉산삼거리                                       | 고양시                                                    | 일산동구                                          | 중산로                                                            |                                                        |
| 고봉산삼거리                                       | 고양시                                                    | 일산서구                                          | 중산로                                                            |                                                        |
| 중산1단지삼거리                                    | 고양시                                                    |                                                   |                                                                   |                                                        |
| 중산2단지사거리                                    | 고양시                                                    | 탄중로                                            |                                                                   |                                                        |
| 한뫼공원 중산중앙공원                              | 고양시                                                    |                                                   |                                                                   |                                                        |
| 중산공원삼거리                                     | 고양시                                                    | 산현로132번길                                     |                                                                   |                                                        |
| 중산10단지사거리                                   | 고양시                                                    | 탄중로                                            |                                                                   |                                                        |
| 일산2동 행정복지센터 삼거리 (일산2동 행정복지센터) | 고양시                                                    | 지방도 제356호선 (원일로)                         | 지방도 제356호선과 중복                                           |                                                        |
| 산들마을사거리                                     | 고양시                                                    | 지방도 제356호선 (고양대로)                       | 지방도 제356호선과 중복                                           |                                                        |
| 산들5단지사거리                                    | 고양시                                                    | 일중로                                            |                                                                   |                                                        |
| (일산시장)                                         | 고양시                                                    | 일청로                                            |                                                                   |                                                        |
| 한뫼초교사거리 (한뫼초등학교)                      | 고양시                                                    | 고양대로632번길                                   |                                                                   |                                                        |
| 일산지하차도                                       | 고양시                                                    | 지방도 제356호선 (원일로) 일현로                  | 지방도 제356호선과 중복                                           |                                                        |
| 일산지하차도사거리                                 | 고양시                                                    | 지방도 제356호선 지방도 제359호선 (경의로)        | 지방도 제356호선과 중복                                           |                                                        |
| 대화교삼거리                                       | 고양시                                                    | 탄중로                                            |                                                                   |                                                        |
| 농수산물종합유통센터사거리                         | 고양시                                                    | 대산로                                            |                                                                   |                                                        |
| 고양종합운동장사거리                               | 고양시                                                    | 중앙로                                            |                                                                   |                                                        |
| 대화중학교                                         | 고양시                                                    |                                                   |                                                                   |                                                        |
| 고양체육관사거리                                   | 고양시                                                    | 호수로                                            |                                                                   |                                                        |
| 한국시설안전공단                                   | 고양시                                                    |                                                   |                                                                   |                                                        |
| 한국건설기술연구원                                 | 고양시                                                    | 한류월드로                                        |                                                                   |                                                        |
| 대화마을입구삼거리                                 | 고양시                                                    | 송포로                                            |                                                                   |                                                        |
| 법곳 나들목                                        | 고양시                                                    | 지방도 제357호선 (제2자유로)                      |                                                                   |                                                        |
| 법곳교                                             | 고양시                                                    | 멱절길 이산포길                                   |                                                                   |                                                        |
| 이산포 나들목                                      | 고양시                                                    | 국도 제77호선 (자유로)                            |                                                                   |                                                        |
| 일산대교                                           | 고양시                                                    |                                                   | 유료도로                                                          |                                                        |
| 일산대교                                           | 김포시                                                    | 김포본동                                          | 유료도로                                                          |                                                        |
| 일산대교요금소                                     | 김포시                                                    | 김포본동                                          | 유료도로                                                          |                                                        |
| 걸포 나들목                                        | 김포시                                                    | 김포본동                                          | 국도 제48호선 (태장로)                                            | 상행 진출 불가 하행 진입 불가                          |
| 계양천1교                                          | 김포시                                                    | 김포본동                                          |                                                                   |                                                        |
| 서촌교                                             | 김포시                                                    | 김포본동                                          | 걸포로                                                            |                                                        |
| 나진육교                                           | 김포시                                                    | 김포본동                                          | 김포대로                                                          |                                                        |
| 감정1교                                            | 김포시                                                    | 김포본동                                          |                                                                   |                                                        |
| (임시 교차로)                                      | 김포시                                                    | 김포본동                                          | 옹주물로                                                          |                                                        |
| 미개통 구간                                        |                                                           |                                                   |                                                                   |                                                        |

### 인천광역시
| 이름                                                       | 접속 노선                                            | 소재지      | 소재지                                                                            | 비고                                                                              |
| 미개통 구간                                                | 미개통 구간                                          | 미개통 구간 | 미개통 구간                                                                       | 미개통 구간                                                                       |
| ---------------------------------------------------------- | ---------------------------------------------------- | ----------- | --------------------------------------------------------------------------------- | --------------------------------------------------------------------------------- |
| 완정사거리                                                 | 원당대로                                             | 인천광역시  | 서구                                                                              |                                                                                   |
| 백석고가교                                                 | 드림로                                               | 인천광역시  | 서구                                                                              |                                                                                   |
| 백석고등학교 백석중학교 인천백석초등학교                   |                                                      | 인천광역시  | 서구                                                                              |                                                                                   |
| 시천교                                                     |                                                      | 인천광역시  | 서구                                                                              |                                                                                   |
| 검암사거리                                                 | 승학로                                               | 인천광역시  | 서구                                                                              |                                                                                   |
| 서인천고등학교 대인고등학교                                |                                                      | 인천광역시  | 서구                                                                              |                                                                                   |
| 서곶길 교차로                                              | 도요지로                                             | 인천광역시  | 서구                                                                              |                                                                                   |
| 공촌교                                                     |                                                      | 인천광역시  | 서구                                                                              |                                                                                   |
| 공촌사거리                                                 | 경명대로                                             | 인천광역시  | 서구                                                                              |                                                                                   |
| 인천 서구청                                                |                                                      | 인천광역시  | 서구                                                                              |                                                                                   |
| 연희사거리                                                 | 탁옥로                                               | 인천광역시  | 서구                                                                              |                                                                                   |
| 인천서부소방서                                             |                                                      | 인천광역시  | 서구                                                                              |                                                                                   |
| 심곡사거리                                                 | 심곡로                                               | 인천광역시  | 서구                                                                              |                                                                                   |
| (이름 없음)                                                | 담지로                                               | 인천광역시  | 서구                                                                              | 미개통                                                                            |
| 루원 교차로                                                | 국도 제6호선 국도 제77호선 (봉오대로)                | 인천광역시  | 서구                                                                              | 국도 제6, 77호선과 중복                                                           |
| 율도입구삼거리                                             | 율도로                                               | 인천광역시  | 서구                                                                              | 국도 제6, 77호선과 중복                                                           |
| 석남제1고가교 (석남역)                                     |                                                      | 인천광역시  | 서구                                                                              | 국도 제6, 77호선과 중복 하부 통과                                                 |
| 석남진출입로                                               | 인천대로                                             | 인천광역시  | 서구                                                                              | 국도 제6, 77호선과 중복 하부 통과                                                 |
| 석남제2고가교                                              |                                                      | 인천광역시  | 서구                                                                              | 국도 제6, 77호선과 중복 하부 통과                                                 |
| 가좌 나들목 (가좌IC앞 교차로)                              | 인천대로 백범로 장고개로                             | 인천광역시  | 서구                                                                              | 국도 제6, 77호선과 중복                                                           |
| 동구구민운동장                                             |                                                      | 인천광역시  | 미추홀구                                                                          | 국도 제6, 77호선과 중복                                                           |
| 인천교삼거리                                               | 장고개로                                             | 인천광역시  | 미추홀구                                                                          | 국도 제6, 77호선과 중복                                                           |
| 궁현사거리                                                 | 염전로                                               | 인천광역시  | 미추홀구                                                                          | 국도 제6, 77호선과 중복                                                           |
| 인천서화초등학교                                           |                                                      | 인천광역시  | 미추홀구                                                                          | 국도 제6, 77호선과 중복                                                           |
| 인천대삼거리                                               | 숙골로                                               | 인천광역시  | 미추홀구                                                                          | 국도 제6, 77호선과 중복                                                           |
| 송림고개                                                   |                                                      | 인천광역시  | 미추홀구                                                                          | 국도 제6, 77호선과 중복                                                           |
| 동구                                                       |                                                      | 인천광역시  |                                                                                   | 국도 제6, 77호선과 중복                                                           |
| 송림삼거리                                                 | 봉수대로 인중로                                      | 인천광역시  |                                                                                   | 국도 제6, 77호선과 중복                                                           |
| (이름 없음)                                                | 새천년로                                             | 인천광역시  |                                                                                   | 국도 제6, 77호선과 중복                                                           |
| 송림오거리                                                 | 동산로 샛골로 송림로                                 | 인천광역시  |                                                                                   | 국도 제6, 77호선과 중복                                                           |
| 서흥초등학교                                               |                                                      | 인천광역시  |                                                                                   | 국도 제6, 77호선과 중복                                                           |
| (이름 없음)                                                | 샛골로 인중로                                        | 인천광역시  |                                                                                   | 국도 제6, 77호선과 중복                                                           |
| 송현사거리                                                 | 국가지원지방도 제84호선 (중봉대로) 송현로            | 인천광역시  | 국도 제6, 77호선과 중복 국가지원지방도 제84호선과 중복                            |                                                                                   |
| 화수사거리                                                 | 인중로 제물량로                                      | 인천광역시  | 국도 제6, 77호선과 중복 국가지원지방도 제84호선과 중복                            |                                                                                   |
| 인천만석초등학교 동일방직 인천공장                         |                                                      | 인천광역시  | 국도 제6, 77호선과 중복 국가지원지방도 제84호선과 중복                            |                                                                                   |
| 만석고가교                                                 |                                                      | 인천광역시  | 국도 제6, 77호선과 중복 국가지원지방도 제84호선과 중복                            |                                                                                   |
| 중구                                                       |                                                      | 인천광역시  | 국도 제6, 77호선과 중복 국가지원지방도 제84호선과 중복                            |                                                                                   |
| 송월시장                                                   | 참외전로                                             | 인천광역시  | 국도 제6, 77호선과 중복 국가지원지방도 제84호선과 중복                            |                                                                                   |
| 인천역 (인천역사거리)                                      | 월미로 차이나타운로51번길                            | 인천광역시  | 국도 제6호선과 중복 국도 제42, 46, 77호선과 중복 국가지원지방도 제84호선과 중복   |                                                                                   |
| 인천중부경찰서                                             |                                                      | 인천광역시  | 국도 제42, 46, 77호선과 중복 국가지원지방도 제84호선과 중복                       |                                                                                   |
| 중구청입구                                                 | 제물량로218번길                                      | 인천광역시  | 국도 제42, 46, 77호선과 중복 국가지원지방도 제84호선과 중복                       |                                                                                   |
| 동인천등기소                                               |                                                      | 인천광역시  | 국도 제42, 46, 77호선과 중복 국가지원지방도 제84호선과 중복                       |                                                                                   |
| 신포사거리                                                 | 신포로 제물량로                                      | 인천광역시  | 국도 제42, 46, 77호선과 중복 국가지원지방도 제84호선과 중복                       |                                                                                   |
| (제1부두입구)                                              | 인중로                                               | 인천광역시  | 국도 제42, 46, 77호선과 중복 국가지원지방도 제84호선과 중복                       |                                                                                   |
| 사동삼거리                                                 | 우현로                                               | 인천광역시  | 국도 제42, 46, 77호선과 중복 국가지원지방도 제84호선과 중복                       |                                                                                   |
| 인천제2국제여객터미널 인천여자상업고등학교 이마트 동인천점 |                                                      | 인천광역시  | 국도 제42, 46, 77호선과 중복 국가지원지방도 제84호선과 중복                       |                                                                                   |
| 수인사거리                                                 | 서해대로                                             | 인천광역시  | 국도 제42, 46, 77호선과 중복 국가지원지방도 제84호선과 중복                       |                                                                                   |
| 신광사거리                                                 | 국도 제42호선 국도 제46호선 (인중로) 제물량로 도원로 | 인천광역시  | 국도 제42, 46, 77호선과 중복 국가지원지방도 제84호선과 중복                       |                                                                                   |
| 능안삼거리                                                 | 인주대로                                             | 인천광역시  | 미추홀구                                                                          | 국도 제77호선과 중복 국가지원지방도 제84호선과 중복                               |
| CJ제일제당 인천1공장 용현동시외버스정류장                  |                                                      | 인천광역시  | 미추홀구                                                                          | 국도 제77호선과 중복 국가지원지방도 제84호선과 중복                               |
| 인천 나들목 (인하대병원사거리) (고속종점지하차도)          | 인천대로 용오로 인항로 아암대로45번길                | 인천광역시  | 미추홀구                                                                          | 국도 제77호선과 중복 국가지원지방도 제84호선과 중복                               |
| 낙섬사거리                                                 | 매소홀로                                             | 인천광역시  | 미추홀구                                                                          | 국도 제77호선과 중복 국가지원지방도 제84호선과 중복                               |
| 능해 나들목 (제2경인시점 교차로) (능해고가교)              | 110호선 제2경인고속도로 축항대로                     | 인천광역시  | 미추홀구                                                                          | 국도 제77호선과 중복 국가지원지방도 제84호선과 중복                               |
| 정비단지입구삼거리                                         | 아암대로253번길                                      | 인천광역시  | 미추홀구                                                                          | 국도 제77호선과 중복 국가지원지방도 제84호선과 중복                               |
| 옹암 교차로 (옹암지하차도)                                 | 능허대로 비류대로 서해대로94번길                     | 인천광역시  | 연수구                                                                            | 국도 제77호선과 중복 국가지원지방도 제84호선과 중복                               |
| 옥련 나들목                                                | 110호선 제2경인고속도로                              | 인천광역시  | 연수구                                                                            | 국도 제77호선과 중복 국가지원지방도 제84호선과 중복 상행 진입 불가 하행 진출 불가 |
| 송도3교 교차로                                             | 아트센터대로 앵고개로                                | 인천광역시  | 연수구                                                                            | 국도 제77호선과 중복 국가지원지방도 제84호선과 중복                               |
| 송도 나들목                                                | 110호선 제2경인고속도로                              | 인천광역시  | 연수구                                                                            | 국도 제77호선과 중복 국가지원지방도 제84호선과 중복 상행 진출 불가 하행 진입 불가 |
| (동춘지하차도)                                             | 미추홀대로 컨벤시아대로                              | 인천광역시  | 연수구                                                                            | 국도 제77호선과 중복 국가지원지방도 제84호선과 중복                               |
| 외암도사거리 (송도지하차도)                                | 경원대로 송도국제대로                                | 인천광역시  | 연수구                                                                            | 국도 제77호선과 중복 국가지원지방도 제84호선과 중복                               |
| 외암도사거리 (송도지하차도)                                | 경원대로 송도국제대로                                | 인천광역시  | 남동구                                                                            | 국도 제77호선과 중복 국가지원지방도 제84호선과 중복                               |
| (이름 없음)                                                | 지방도 제330호선 (제3경인고속화도로)                 | 인천광역시  | 국도 제77호선과 중복 국가지원지방도 제84호선과 중복 상행 진입 불가 하행 진출 불가 |                                                                                   |
| (고잔지하차도)                                             | 남동대로                                             | 인천광역시  | 국도 제77호선과 중복 국가지원지방도 제84호선과 중복                               |                                                                                   |
| (이름 없음)                                                | 지방도 제330호선 (제3경인고속화도로)                 | 인천광역시  | 국도 제77호선과 중복 국가지원지방도 제84호선과 중복 상행 진출 불가 하행 진입 불가 |                                                                                   |
| (해안지하차도)                                             | 호구포로                                             | 인천광역시  | 국도 제77호선과 중복 국가지원지방도 제84호선과 중복                               |                                                                                   |
| (이름 없음)                                                | 지방도 제330호선 (제3경인고속화도로)                 | 인천광역시  | 국도 제77호선과 중복 국가지원지방도 제84호선과 중복 상행 진입 불가 하행 진출 불가 |                                                                                   |
| 인천운전면허시험장                                         |                                                      | 인천광역시  | 국도 제77호선과 중복 국가지원지방도 제84호선과 중복                               |                                                                                   |
| (이름 없음)                                                | 논현고잔로                                           | 인천광역시  | 국도 제77호선과 중복 국가지원지방도 제84호선과 중복                               |                                                                                   |
| 아암2교                                                    |                                                      | 인천광역시  | 국도 제77호선과 중복 국가지원지방도 제84호선과 중복                               |                                                                                   |
| (이름 없음)                                                | 논고개로                                             | 인천광역시  | 국도 제77호선과 중복 국가지원지방도 제84호선과 중복                               |                                                                                   |
| 소래역사관                                                 | 소래역로                                             | 인천광역시  | 국도 제77호선과 중복 국가지원지방도 제84호선과 중복                               |                                                                                   |
| 소래포구                                                   |                                                      | 인천광역시  | 국도 제77호선과 중복 국가지원지방도 제84호선과 중복                               |                                                                                   |
| (소래대교북단)                                             | 소래로                                               | 인천광역시  | 국도 제77호선과 중복 국가지원지방도 제84호선과 중복 상행 진입 불가 하행 진출 불가 |                                                                                   |
| 소래대교                                                   |                                                      | 인천광역시  | 국도 제77호선과 중복 국가지원지방도 제84호선과 중복                               |                                                                                   |

### 경기도(시흥시~수원시)
| 이름                                     | 접속 노선                                            | 소재지            | 소재지                            | 비고                                                         |
| ---------------------------------------- | ---------------------------------------------------- | ----------------- | --------------------------------- | ------------------------------------------------------------ |
| 소래대교                                 |                                                      | 시흥시            | 월곶동                            | 국도 제77호선과 중복 국가지원지방도 제84호선과 중복          |
| 소래대교삼거리                           | 월곶해안로                                           | 시흥시            | 월곶동                            | 국도 제77호선과 중복 국가지원지방도 제84호선과 중복          |
| 월곶입구삼거리                           | 서해안로                                             | 시흥시            | 월곶동                            | 국도 제77호선과 중복 국가지원지방도 제84호선과 중복          |
| 월곶대교삼거리                           | 월곶중앙로                                           | 시흥시            | 월곶동                            | 국도 제77호선과 중복 국가지원지방도 제84호선과 중복          |
| 정왕 나들목 (정왕 교차로) (달월고가차도) | 지방도 제330호선 (제3경인고속화도로)                 | 시흥시            | 배곧동                            | 국도 제77호선과 중복 국가지원지방도 제84호선과 중복          |
| 동원아파트삼거리                         | 배곧3로 봉화로                                       | 시흥시            | 정왕동                            | 국도 제77호선과 중복 국가지원지방도 제84호선과 중복          |
| (이름 없음)                              | 배곧2로 함송로                                       | 시흥시            | 정왕동                            | 국도 제77호선과 중복 국가지원지방도 제84호선과 중복          |
| 서해고교삼거리                           | 정왕신길로                                           | 시흥시            | 정왕동                            | 국도 제77호선과 중복 국가지원지방도 제84호선과 중복          |
| 옥구고가삼거리 (옥구고가교)              | 정왕대로 배곧1로                                     | 시흥시            | 정왕동                            | 국도 제77호선과 중복 국가지원지방도 제84호선과 중복          |
| 옥구공원                                 | 옥구공원로                                           | 시흥시            | 정왕동                            | 국도 제77호선과 중복 국가지원지방도 제84호선과 중복          |
| 시흥정국궁장                             | 산기대학로                                           | 시흥시            | 정왕동                            | 국도 제77호선과 중복 국가지원지방도 제84호선과 중복          |
| 조일제지사거리                           | 공단1대로                                            | 시흥시            | 정왕동                            | 국도 제77호선과 중복 국가지원지방도 제84호선과 중복          |
| 오이도입구 교차로                        | 소망공원로 오이도로                                  | 시흥시            | 정왕동                            | 국도 제77호선과 중복 국가지원지방도 제84호선과 중복          |
| 환경사업소 교차로                        | 지방도 제301호선 (서해안로)                          | 시흥시            | 정왕동                            | 국도 제77호선과 중복 국가지원지방도 제84호선과 중복          |
| 옥구7교                                  | 옥구천동로                                           | 시흥시            | 정왕동                            | 국도 제77호선과 중복 국가지원지방도 제84호선과 중복          |
| 군자1교                                  | 마유로                                               | 시흥시            | 정왕동                            | 국도 제77호선과 중복 국가지원지방도 제84호선과 중복          |
| 정왕7교                                  |                                                      | 시흥시            | 정왕동                            | 국도 제77호선과 중복 국가지원지방도 제84호선과 중복          |
| 안산시                                   | 단원구                                               |                   |                                   | 국도 제77호선과 중복 국가지원지방도 제84호선과 중복          |
| 안산시                                   | 단원구                                               | 시화공단길 교차로 | 시화로                            | 국도 제77호선과 중복 국가지원지방도 제84호선과 중복          |
| 안산시                                   | 단원구                                               | 시흥7교           | 시화로 진흥로                     | 국도 제77호선과 중복 국가지원지방도 제84호선과 중복          |
| 안산시                                   | 단원구                                               | 시흥5교           | 지원로                            | 국도 제77호선과 중복 국가지원지방도 제84호선과 중복          |
| 안산시                                   | 단원구                                               | 돌안말공원사거리  | 성곡로 첨단로267번길              | 국도 제77호선과 중복 국가지원지방도 제84호선과 중복          |
| 안산시                                   | 단원구                                               | 삼양통상사거리    | 해봉로                            | 국도 제77호선과 중복 국가지원지방도 제84호선과 중복          |
| 안산시                                   | 단원구                                               | 기업은행사거리    | 목내로                            | 국도 제77호선과 중복 국가지원지방도 제84호선과 중복          |
| 안산시                                   | 단원구                                               | 원시역            | 산단로                            | 국도 제77호선과 중복 국가지원지방도 제84호선과 중복          |
| 안산시                                   | 단원구                                               | (대성하이피)      | 산성로                            | 국도 제77호선과 중복 국가지원지방도 제84호선과 중복          |
| 안산시                                   | 단원구                                               | (대연)            | 시우로                            | 국도 제77호선과 중복 국가지원지방도 제84호선과 중복          |
| 안산시                                   | 단원구                                               | 별망고가사거리    | 신안산대학로 해안로 국도 제77호선 | 국도 제77호선과 중복 국가지원지방도 제84호선과 중복          |
| 안산시                                   | 단원구                                               | (이름 없음)       | 초지로                            | 국가지원지방도 제84호선과 중복                               |
| 안산시                                   | 단원구                                               | 해안교            |                                   | 국가지원지방도 제84호선과 중복                               |
| 안산시                                   | 상록구                                               |                   |                                   | 국가지원지방도 제84호선과 중복                               |
| 안산시                                   | 대우6차아파트                                        | 해양1로           |                                   | 국가지원지방도 제84호선과 중복                               |
| 안산시                                   | 사리사거리 (호수공원지하차도)                        | 광덕대로 용신로   |                                   | 국가지원지방도 제84호선과 중복                               |
| 안산시                                   | 경기테크노파크 한국해양과학기술원 명혜학교           |                   |                                   | 국가지원지방도 제84호선과 중복                               |
| 안산시                                   | 준공업단지사거리                                     | 선진로 항가울로   |                                   | 국가지원지방도 제84호선과 중복                               |
| 안산시                                   | 용신3교                                              | 감골로            |                                   | 국가지원지방도 제84호선과 중복                               |
| 안산시                                   | (본오지하차도)                                       | 충장로 해안로     |                                   | 국가지원지방도 제84호선과 중복                               |
| 안산시                                   | 본오 나들목                                          | 비봉로            |                                   | 국가지원지방도 제84호선과 중복                               |
| (교량 명칭 미상)                         |                                                      | 화성시            | 매송면                            | 국가지원지방도 제84호선과 중복                               |
| 빈정 교차로                              | 야목서길                                             | 화성시            | 매송면                            | 국가지원지방도 제84호선과 중복                               |
| 야목 교차로                              | 푸른들판로                                           | 화성시            | 매송면                            | 국가지원지방도 제84호선과 중복                               |
| 현천 교차로                              | 매송로                                               | 화성시            | 매송면                            | 국가지원지방도 제84호선과 중복                               |
| 숙곡 나들목                              | 국도 제39호선 (서해로)                               | 화성시            | 매송면                            | 국가지원지방도 제84호선과 중복                               |
| (지하차도)                               |                                                      | 화성시            | 매송면                            | 국가지원지방도 제84호선과 중복                               |
| 어천 교차로                              | 지방도 제313호선 (화성로)                            | 화성시            | 매송면                            | 국가지원지방도 제84호선과 중복                               |
| 동화천1교                                |                                                      | 화성시            | 매송면                            | 국가지원지방도 제84호선과 중복                               |
| 원평 교차로                              | 매봉로                                               | 화성시            | 매송면                            | 국가지원지방도 제84호선과 중복                               |
| 동화천2교                                |                                                      | 화성시            | 매송면                            | 국가지원지방도 제84호선과 중복                               |
| 샘내 나들목                              | 비봉매송로                                           | 화성시            | 매송면                            | 국가지원지방도 제84호선과 중복 상행 진출 불가 하행 진입 불가 |
| 천천지하차도                             | 화성로                                               | 화성시            | 매송면                            | 국가지원지방도 제84호선과 중복                               |
| 천천 나들목                              | 지방도 제309호선 (과천봉담도시고속화도로) 비봉매송로 | 화성시            | 매송면                            | 국가지원지방도 제84호선과 중복                               |
| (이름 없음)                              | 매송고색로422번길                                    | 화성시            | 봉담읍                            | 국가지원지방도 제84호선과 중복                               |
| 오목천삼거리 (오목천지하차도)            | 국가지원지방도 제84호선 (효행로)                     | 수원시            | 권선구                            | 국가지원지방도 제84호선과 중복                               |
| 오동나무삼거리                           | 삼천병마로                                           | 수원시            | 권선구                            |                                                              |
| 수원여대사거리                           | 온정로 삼천병마로1598번길                            | 수원시            | 권선구                            |                                                              |
| 오목천교사거리                           | 서수원로                                             | 수원시            | 권선구                            |                                                              |
| 오목천교 서수원체육공원                  |                                                      | 수원시            | 권선구                            |                                                              |
| 고색사거리                               | 서부로                                               | 수원시            | 권선구                            |                                                              |
| 고색초등학교                             |                                                      | 수원시            | 권선구                            |                                                              |
| 작은말삼거리                             | 고현로                                               | 수원시            | 권선구                            |                                                              |
| 빙구재삼거리                             | 평동로                                               | 수원시            | 권선구                            |                                                              |
| 중보교                                   |                                                      | 수원시            | 권선구                            |                                                              |
| 벌말 교차로                              | 세화로                                               | 수원시            | 권선구                            |                                                              |
| 세평지하차도                             | 덕영대로                                             | 수원시            | 권선구                            | 지하차도내 삼거리                                            |
| (수원역고가)                             | 권선로                                               | 수원시            | 팔달구                            |                                                              |
| 수원역광장 교차로 (수원역)               | 국도 제42호선 (덕영대로)                             | 수원시            | 팔달구                            | 국도 제42호선과 중복                                         |
| 매산사거리                               | 갓매산로                                             | 수원시            | 팔달구                            | 국도 제42호선과 중복                                         |
| 매산동 행정복지센터                      |                                                      | 수원시            | 팔달구                            | 국도 제42호선과 중복                                         |
| 도청오거리 (경기도청)                    | 고화로 효원로                                        | 수원시            | 팔달구                            | 국도 제42호선과 중복                                         |
| 여성회관사거리                           | 매산로116번길                                        | 수원시            | 팔달구                            | 국도 제42호선과 중복                                         |
| 교동사거리                               | 매산로 정조로                                        | 수원시            | 팔달구                            | 국도 제42호선과 중복                                         |
| 중동사거리                               | 정조로 향교로                                        | 수원시            | 팔달구                            | 국도 제42호선과 중복                                         |
| 영동사거리                               | 수원천로                                             | 수원시            | 팔달구                            | 국도 제42호선과 중복                                         |
| 지동사거리                               | 세지로                                               | 수원시            | 팔달구                            | 국도 제42호선과 중복                                         |
| 가톨릭대학교성빈센트병원                 |                                                      | 수원시            | 팔달구                            | 국도 제42호선과 중복                                         |
| 동수원사거리                             | 국도 제1호선 국도 제43호선 (경수대로)                | 수원시            | 팔달구                            | 종점 국도 제42호선과 중복                                    |

## 도로명
경기도
- 수원시 팔달구 동수원사거리 ~ 용인시 처인구 동부사거리 : 중부대로
- 용인시 처인구 동부사거리 ~ 산골말입구사거리 : 고림로
- 용인시 처인구 산골말입구사거리 ~ 양지면 정수리 : 한터로
- 광주시 도척면 추곡리 ~ 곤지암읍 (곤재교 남단) : 도척로
- 광주시 곤지암읍 (곤재교 남단) ~ 곤지암사거리 : 곤지암로
- 광주시 곤지암읍 곤지암사거리 ~ 여주시 산북면 희망교 : 광여로
- 양평군 강상면 희망교 ~ 양근파출소 : 강남로
- 양평군 강상면 양근파출소 ~ 양평읍 양근삼거리 : 양평대교길
- 양평군 양평읍 양근삼거리 ~ 양근리사거리 : 양근로
- 양평군 양평읍 양근리사거리 ~ 옥천면 중미산삼거리 : 마유산로
- 양평군 서종면 노문삼거리 ~ (수입교 북단) : 화서로
- 양평군 서종면 (수입교 북단) ~ 문호리 : 북한강로
- 남양주시 화도읍 제1금남교 북단 ~ 금남 교차로 : 북한강로
- 남양주시 화도읍 샛터 교차로 ~ 가평군 청평면 대성 교차로 : 경춘로
- 가평군 청평면 대성 교차로 ~ 남양주시 진접읍 내곡대교 서단 : 남가로
- 남양주시 진접읍 내곡대교 서단 ~ 포천시 내촌면 내촌육교 : 금강로
- 포천시 내촌면 내촌육교 ~ 진목사거리 : 포천로
- 포천시 내촌면 진목사거리 ~ 소흘읍 부인터사거리 : 부흥로
- 포천시 소흘읍 부인터사거리 ~ 축석 교차로 : 호국로
- 양주시 양주동 중말 교차로 ~ 원학 교차로 : 광사로
- 양주시 양주동 원학 교차로 ~ 마전 교차로 : 부흥로
- 양주시 양주동 마전 교차로 ~ 장춘 교차로 : 미정
- 양주시 양주동 장춘 교차로 ~ 마전2교 : 동일로
- 양주시 양주동 마전2교 ~ 백석읍 오산삼거리 : 부흥로
- 양주시 백석읍 오산삼거리 ~ 단촌삼거리 : 중앙로
- 양주시 백석읍 단촌삼거리 ~ (기산저수지) : 권율로
- 양주시 백석읍 (기산저수지) ~ 파주시 광탄면 영장삼거리 : 기산로
- 파주시 광탄면 용미리 ~ (연대앞) : 혜음로
- 파주시 광탄면 (연대앞) ~ 조리읍 장곡검문소 교차로 : 명봉산로
- 고양시 일산동구 성석삼거리 ~ 일산서구 산들마을사거리 : 고봉로
- 고양시 일산서구 산들마을사거리 ~ 일산대교 : 고양대로
- 김포시 김포본동 일산대교 ~ 감정동 시계 : 도로명 미정(송포 ~ 인천간 도로)

인천광역시
- 서구 검단동 ~ 루원 교차로 : 서곶로
- 서구 루원 교차로 ~ 가좌IC앞 교차로 : 가남로
- 서구 가좌IC앞 교차로 ~ 미추홀구 인천교삼거리 : 장고개로
- 미추홀구 인천교삼거리 ~ 동구 송림오거리 : 송림로
- 동구 송림오거리 ~ (서흥초등학교입구) : 샛골로
- 동구 (서흥초등학교입구) ~ 화수사거리 : 인중로
- 동구 화수사거리 ~ 중구 신포사거리 : 제물량로
- 중구 신포사거리 ~ (제1부두입구) : 신포로
- 중구 (제1부두입구) ~ 신광사거리 : 인중로
- 중구 신광사거리 ~ 미추홀구 능안삼거리 : 제물량로
- 미추홀구 능안삼거리 ~ 남동구 (소래대교북단) : 아암대로
- 남동구 (소래대교북단) ~ 소래대교 : 소래로

경기도
- 시흥시 월곶동 소래대교 ~ 월곶입구삼거리 : 소래로
- 시흥시 월곶동 월곶입구삼거리 ~ 정왕동 환경사업소 교차로 : 서해안로
- 시흥시 정왕동 환경사업소 교차로 ~ 정왕7교 : 공단2대로
- 안산시 단원구 정왕7교 ~ (대연) : 별망로
- 안산시 단원구 (대연) ~ 별망고가사거리 : 시우로
- 안산시 단원구 별망고가사거리 ~ 상록구 (본오지하차도) : 해안로
- 안산시 상록구 (본오지하차도) ~ 본오 나들목 : 비봉로
- 안산시 상록구 본오 교차로 ~ 화성시 매송면 어천 교차로 : 본오매송로
- 화성시 매송면 어천 교차로 ~ 수원시 권선구 세평지하차도 : 매송고색로
- 수원시 권선구 세평지하차도 ~ 팔달구 수원역 : 덕영대로
- 수원시 팔달구 수원역 ~ 교동사거리 : 매산로
- 수원시 팔달구 교동사거리 ~ 중동사거리 : 정조로
- 수원시 팔달구 중동사거리 ~ 동수원사거리 : 중부대로